# Raúl Ferrero Rebagliati
Raúl Ferrero Rebagliati, (Barranco, 20 de septiembre de 1911-Lima, 22 de abril de 1977) fue un jurista y político peruano. En el primer gobierno del presidente Fernando Belaúnde Terry fue presidente del Consejo de Ministros y ministro de Relaciones Exteriores, de noviembre de 1967 a junio de 1968. También fue ministro de Hacienda y Comercio, de febrero a marzo de 1968.

## Biografía

### Familia y estudios
Fue hijo de Alfredo Ferrero de Dominici y Amelia Rebagliati Raybaud. 
Estudió en el Colegio Sagrados Corazones Recoleta. Sus estudios superiores los cursó en la Universidad Nacional Mayor de San Marcos, terminándolos en la Pontificia Universidad Católica del Perú, donde obtuvo los grados académicos de bachiller y de doctor en Letras, así como el de bachiller en Derecho, recibiendo el título de abogado en 1937. Ese mismo año se casó con Yolanda Costa Elice.

### Labor académica
Enseñó en el Colegio Italiano Antonio Raimondi, reemplazando al insigne Raúl Porras Barrenechea, y sucesivamente prestó sus servicios docentes en el Colegio Nacional Nuestra Señora de Guadalupe, en el Colegio San Luis de Barranco, y en el Colegio Santa María.
Su carrera docente superior se inicia en 1934 en la Facultad de Letras de la Pontificia Universidad Católica del Perú, donde llegó a ejercer el Decanato, de 1947 a 1952. También enseñó Derecho Constitucional en la Facultad de Derecho de la misma Universidad, donde también ejerció el Decanato. 
Fue profesor en la Escuela Militar de Chorrillos, en la Escuela Superior de Guerra, en la Escuela de Policía, en la Academia Diplomática, y en el Centro de Altos Estudios Militares. 
Fue elegido presidente del Club de Regatas Lima (1949-1950) y decano del Colegio de Abogados de Lima (1962-1963).

### Presidente del Consejo de Ministros
En noviembre de 1967 fue convocado por el presidente Fernando Belaúnde Terry para asumir la Presidencia del Consejo de Ministros y el Ministerio de Relaciones Exteriores. Juramentó los cargos el 17 de noviembre junto a los nuevos miembros del gabinete, en su mayoría independientes.. 
El régimen belaundista se hallaba entonces atravesando un período de crisis, originada por la devaluación monetaria de septiembre de 1967 y la derrota de sus candidatos en las elecciones complementarios para el Parlamento. 
Entre el 23 de febrero y 20 de marzo de 1968, fue ministro de Hacienda y Comercio, reteniendo al presidencia del Consejo. 
La situación política continuó deteriorándose, complicándose aún más con el descubrimiento de un gigantesco caso de contrabando, en el que al parecer se hallaban involucrados allegados del gobierno y altos mandos militares. Consecuentemente, el presidente de la Cámara de Diputados y secretario general del APRA, Armando Villanueva del Campo, en mensaje televisado le quitó la confianza al gabinete presidido por Ferrero. Este renunció el 1 de junio de 1968 y Belaunde conformó otro gabinete aún más independiente, presidido por el médico Oswaldo Hercelles.

## Publicaciones
- Culturas Orientales (1935). Lima: Talleres Gráficos de la Prensa. (Otra Ed. 1945).
- Ideario Social Católico (1935). Lima: Editorial Lumen.
- Marxismo y nacionalismo: Estado Nacional Corporativo (1937). Lima: Editorial Lumen.
- Vocación y destino del Perú (1939). Lima: Impresores Sanmartí.
- El renacimiento (1944). Lima: Tipografía Peruana S.A. (Otra Ed. 1946).
- Los Poemas Homéricos (1946).  Lima: Editorial Lumen S.A.
- Renacimiento y barroco (1948). Lima: Editorial Lumen S.A. (Otra Ed. 1952).
- Legislación social (1954), en colaboración con Carlos Scudellari, y que hasta 1975 alcanzó la decimocuarta edición, esta última bajo el título de El Derecho del Trabajo en el Perú: Sistematización y concordancias.
- Derecho Constitucional: Teoría del Estado de Derecho (1956), obra con la cual ganó el Premio Nacional de Fomento a la Cultura de 1957 y que después fue editada bajo los títulos de Teoría del Estado (1967) y Ciencia Política (1975).
- El Liberalismo Peruano: contribución a una historia de las ideas (1958). Lima: Biblioteca de Escritores Peruanos. (Otra Ed. 1960).
- Derecho Internacional Público (1962).
- Tercer Mundo (1972). Lima: Editorial Universo S.A.
- El humanismo de nuestro tiempo (1973). Lima: Editorial Universo S.A.
- Ideología marxista (1975). Lima: Editorial Universo S.A.

| Predecesor: Edgardo Seoane Corrales    | Presidente del Consejo de Ministros del Perú 17 de noviembre de 1967 a 1 de junio de 1968 | Sucesor: Oswaldo Hercelles García   |
| Predecesor: Edgardo Seoane Corrales    | Ministro de Relaciones Exteriores del Perú 17 de noviembre de 1967 a 1 de junio de 1968   | Sucesor: Oswaldo Hercelles García   |
| Predecesor: Tulio de Andrea Marcazzolo | Ministro de Hacienda y Comercio del Perú 23 de febrero de 1968 a 20 de marzo de 1968      | Sucesor: Francisco Morales Bermúdez |